# Stádlo
Stádlo (německy Stadel) je osada a katastrální území města Štěpánov v okrese Olomouc. Nachází se asi 4 km severovýchodně od Štěpánova, 5 km jihozápadně od Šternberka a asi 16 km severně od centra Olomouce. V roce 2021 zde žilo 107 obyvatel ve čtyřiceti domech, na katastrálním území o rozloze 218 ha.
Stádlem protéká potok Sitka, též nazývaný Huzovka, který rozděluje osadu na dvě části – menší východní část s hřištěm, kulturním domem a čp. 134 až 139 a větší západní část se zbytkem čísel popisných. Celkem je zde registrováno 49 čísel popisných. Nachází se zde kaple svatého Floriána z roku 1829, kříž mezi čp. 133 a 140, kříž a boží muka na severním okraji osady.
Stádlem procházejí silnice III/4476 a III/4477.
| Rok            | 1869 | 1880 | 1890 | 1900 | 1910 | 1921 | 1930 | 1950 | 1961 | 1970 | 1980 | 1991 | 2001 | 2011 | 2021 |
| -------------- | ---- | ---- | ---- | ---- | ---- | ---- | ---- | ---- | ---- | ---- | ---- | ---- | ---- | ---- | ---- |
| Počet obyvatel | 145  | 145  | 175  | 185  | 177  | –    | 179  | 121  | 131  | 120  | 121  | 115  | 121  | 120  | 105  |
| Počet domů     | 21   | 26   | 26   | 26   | 28   | 29   | 31   | 35   | –    | 31   | 35   | 37   | 42   | 45   | 40   |